# Радегаст (Анхальт)
Радегаст (нем. Radegast) — город в Германии, районный центр, расположен в земле Саксония-Анхальт. Входит в состав района Кётен. Подчиняется управлению Зюдлихес Анхальт. Население составляет 1195 человек (на 31 декабря 2007 года). Занимает площадь 3,95 км².

## Фотографии

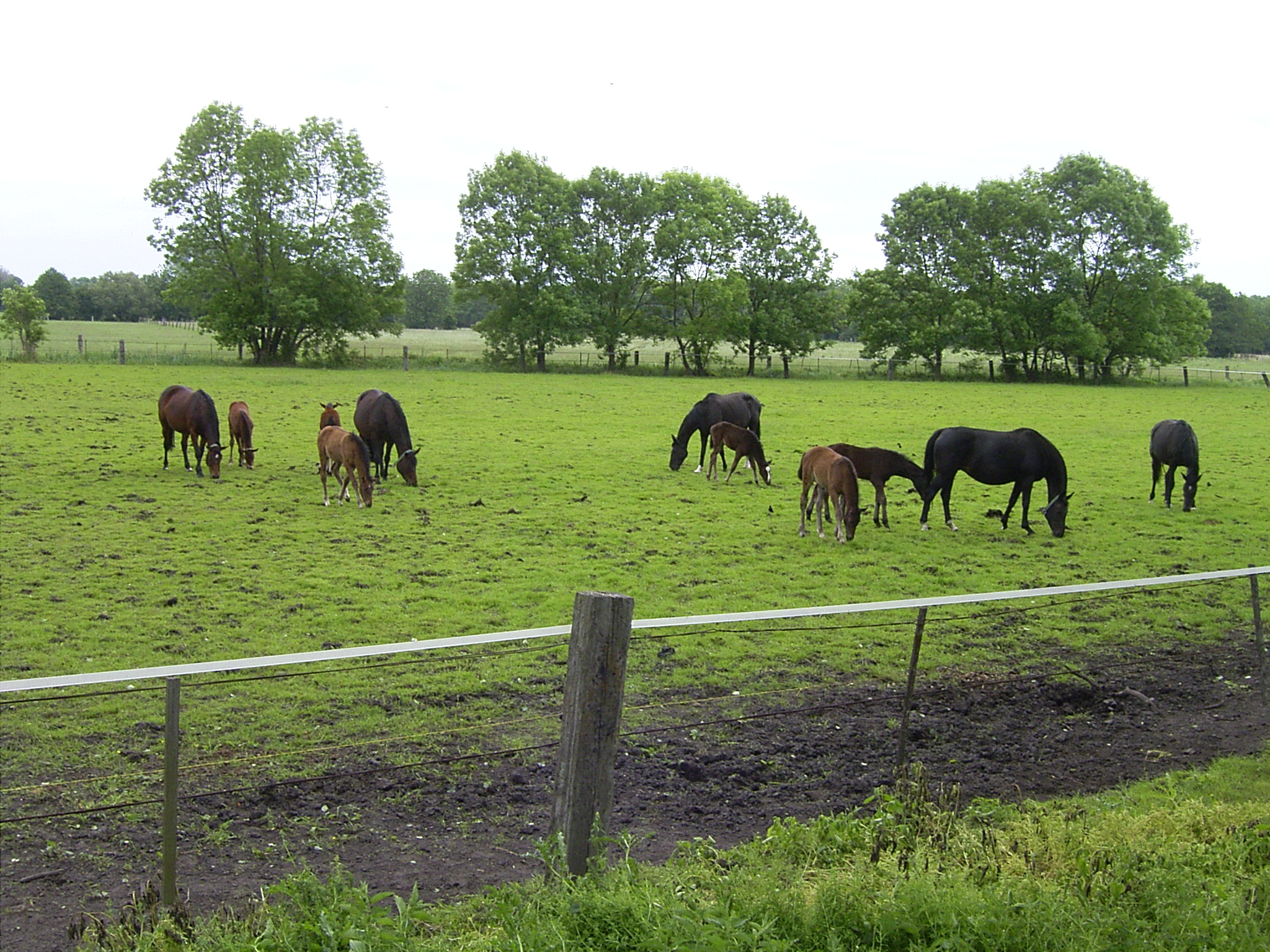
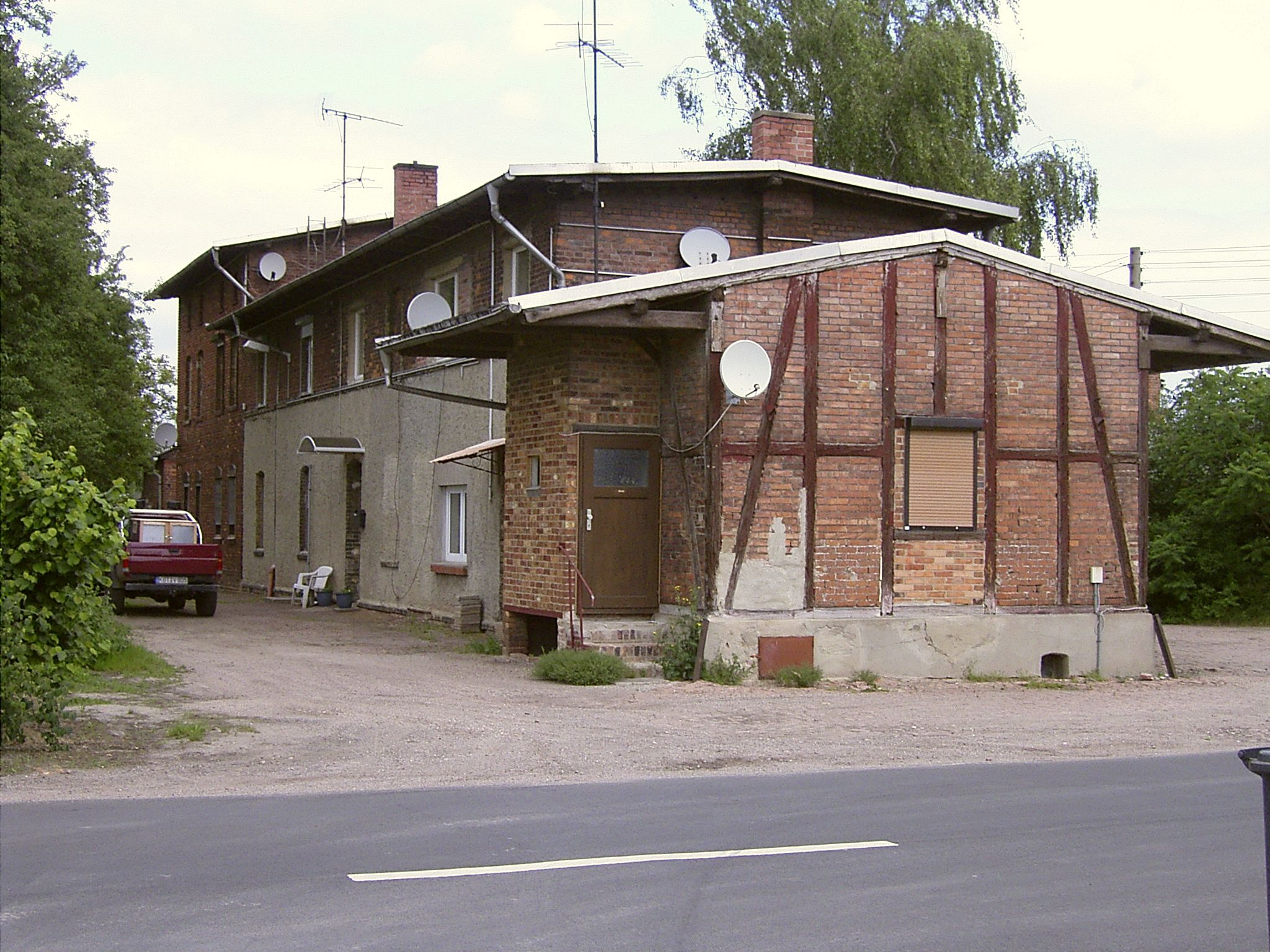
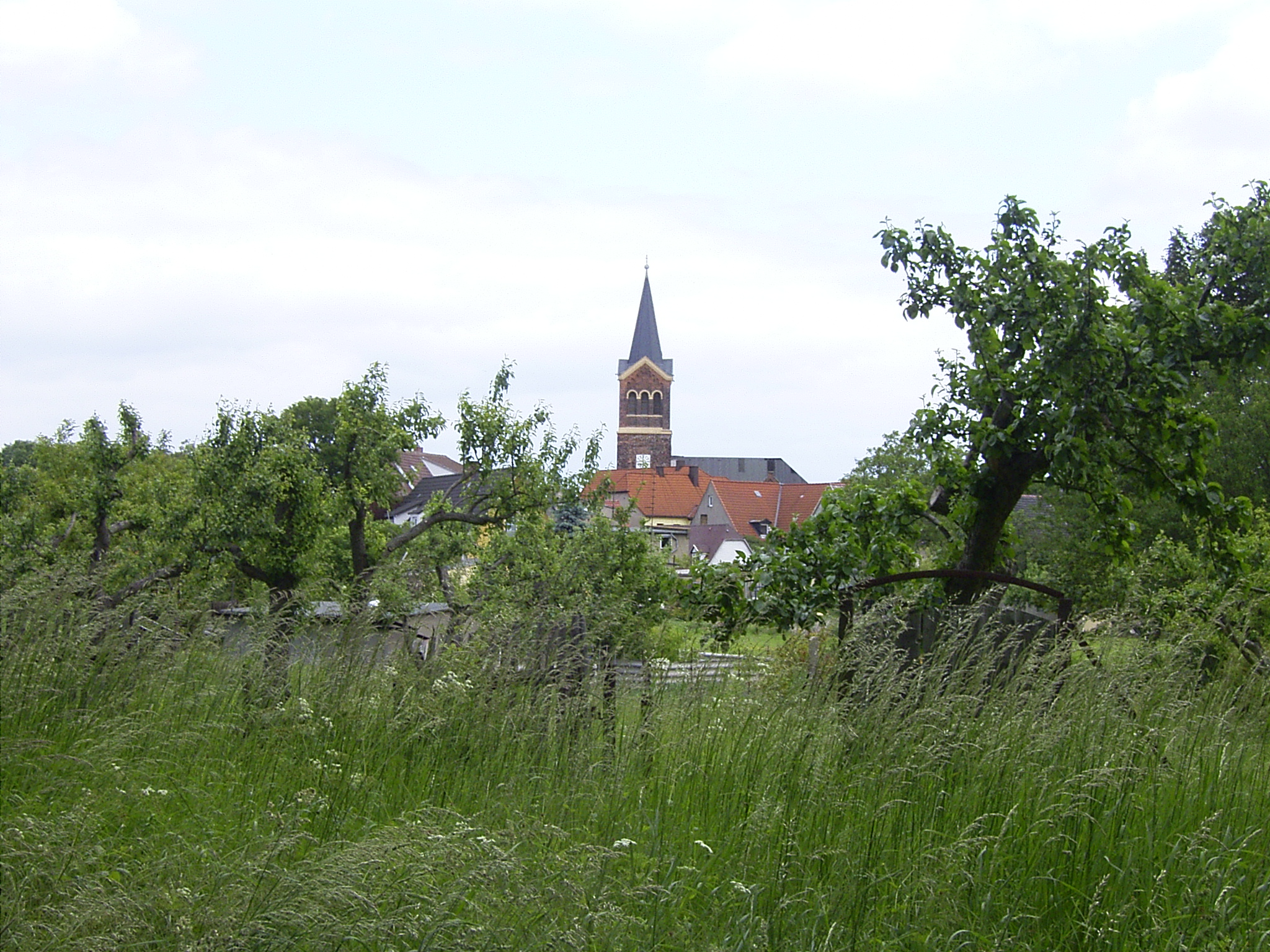
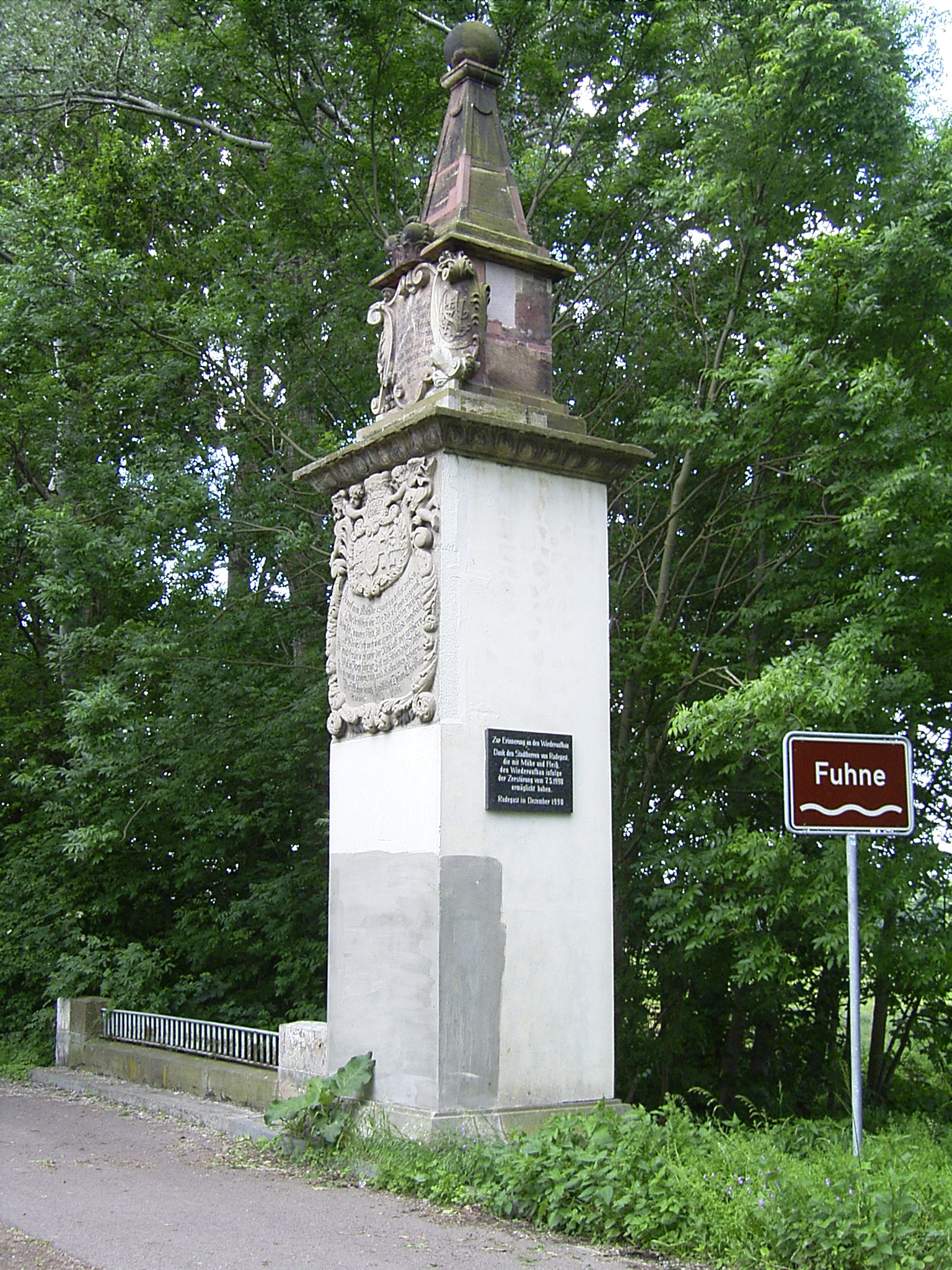
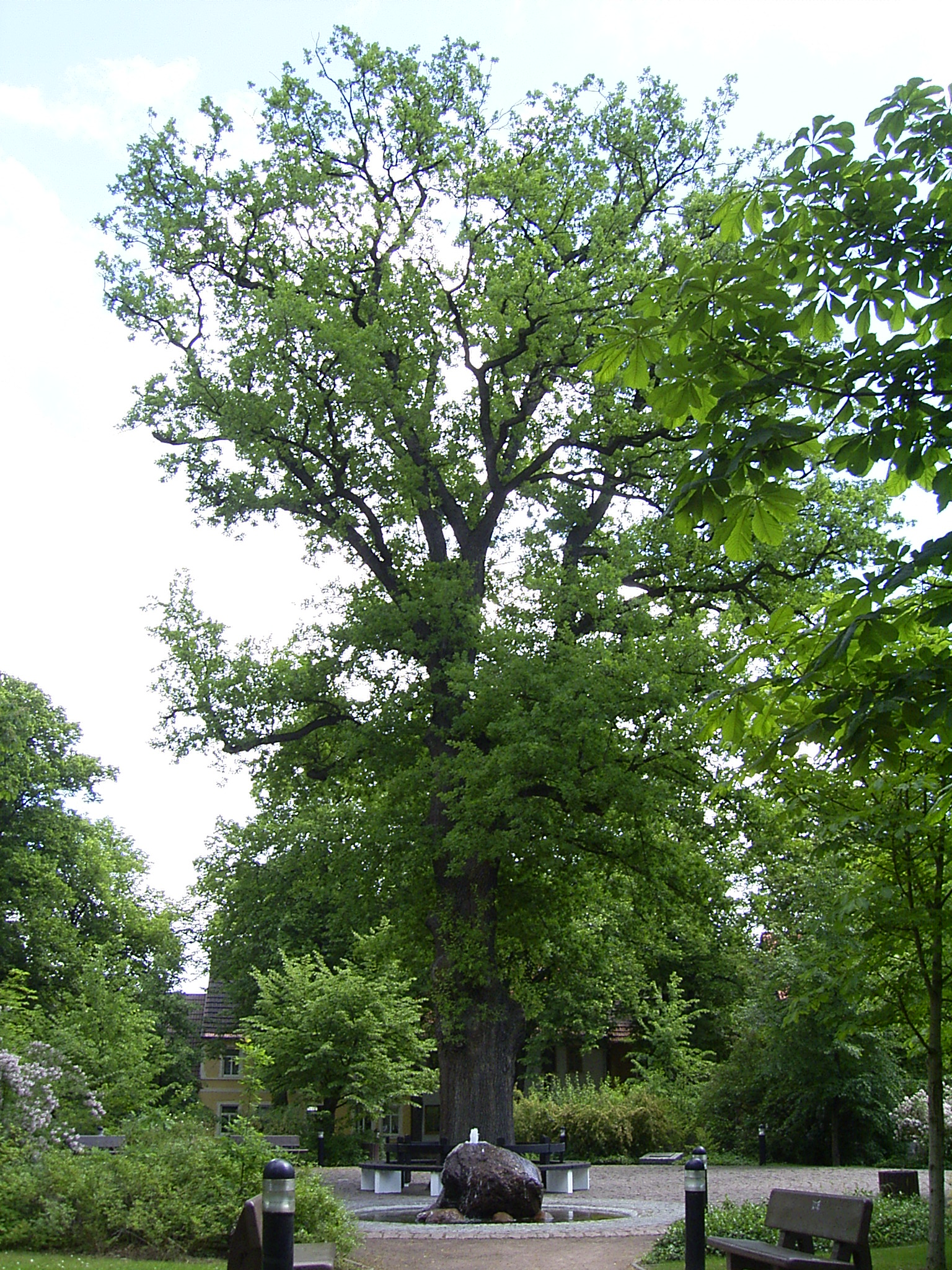
Рыночная площадь
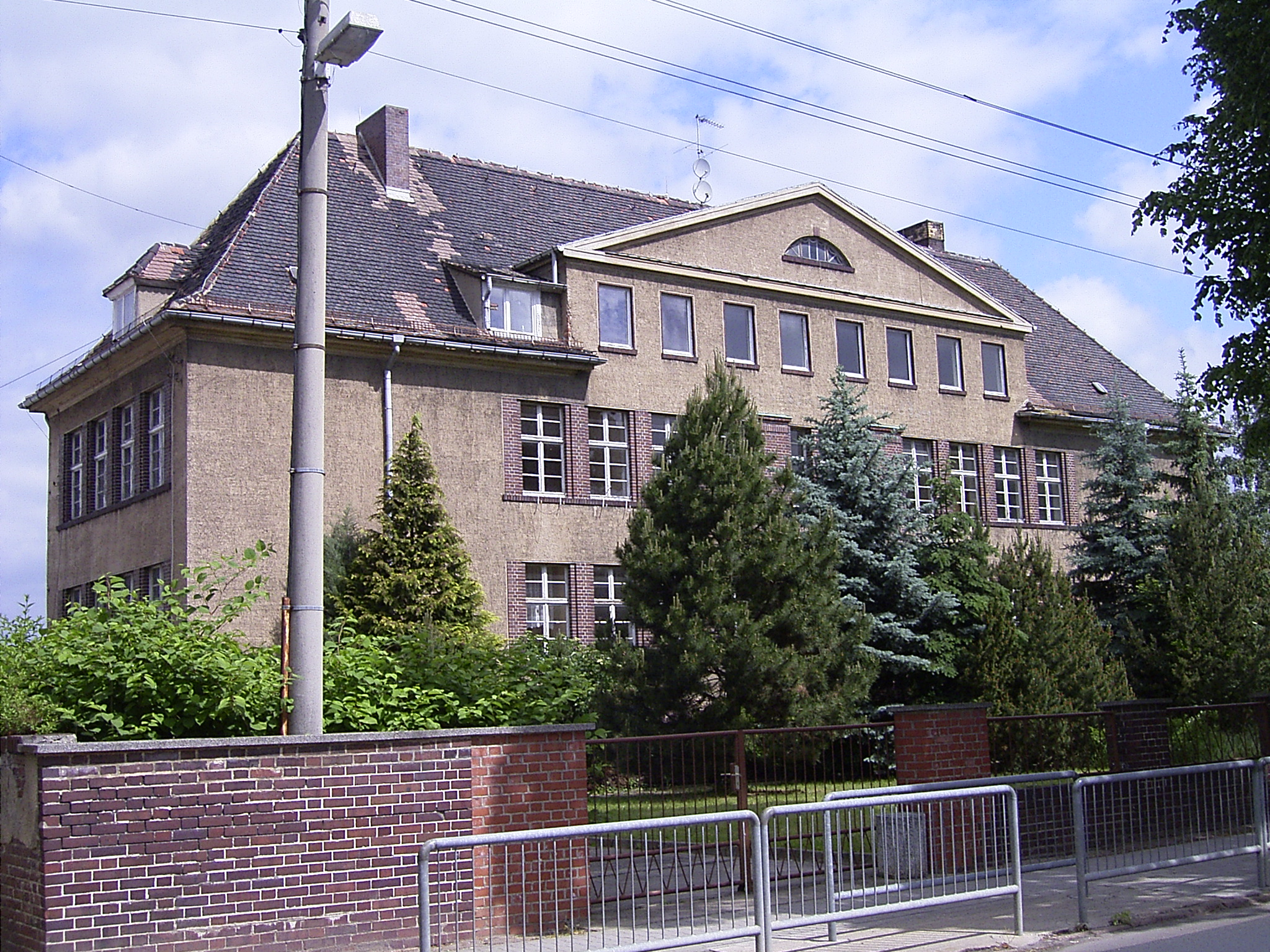
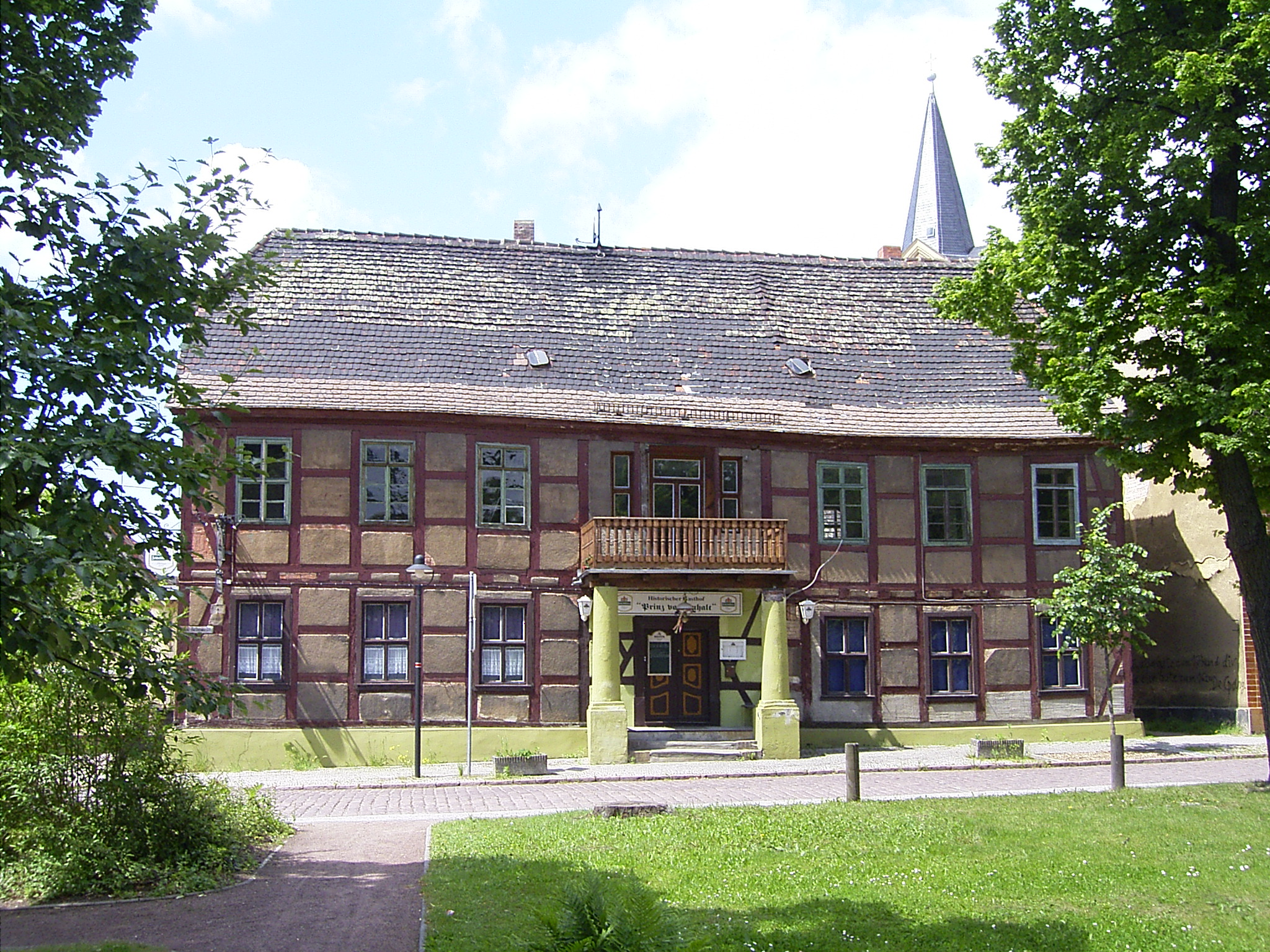
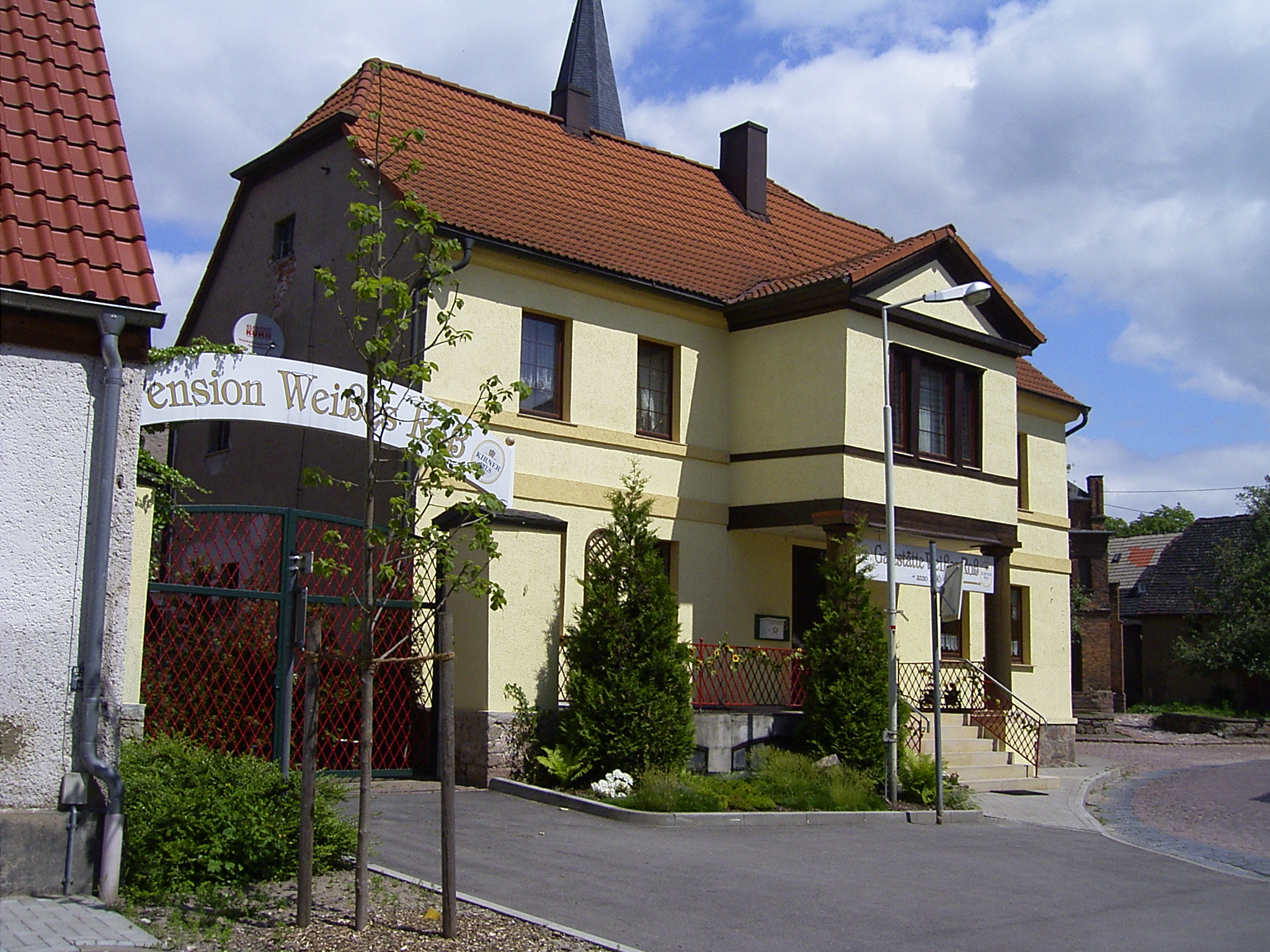
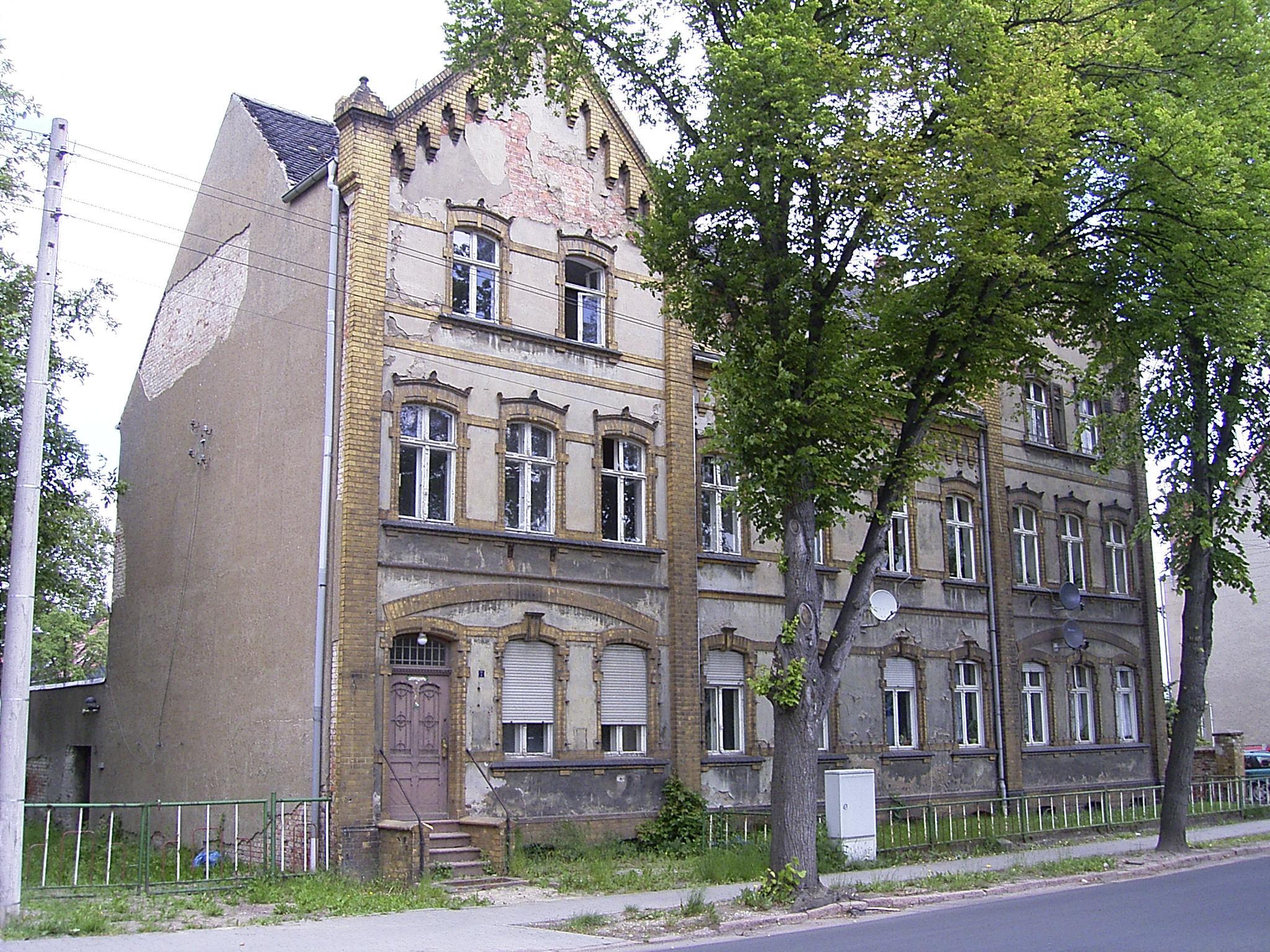
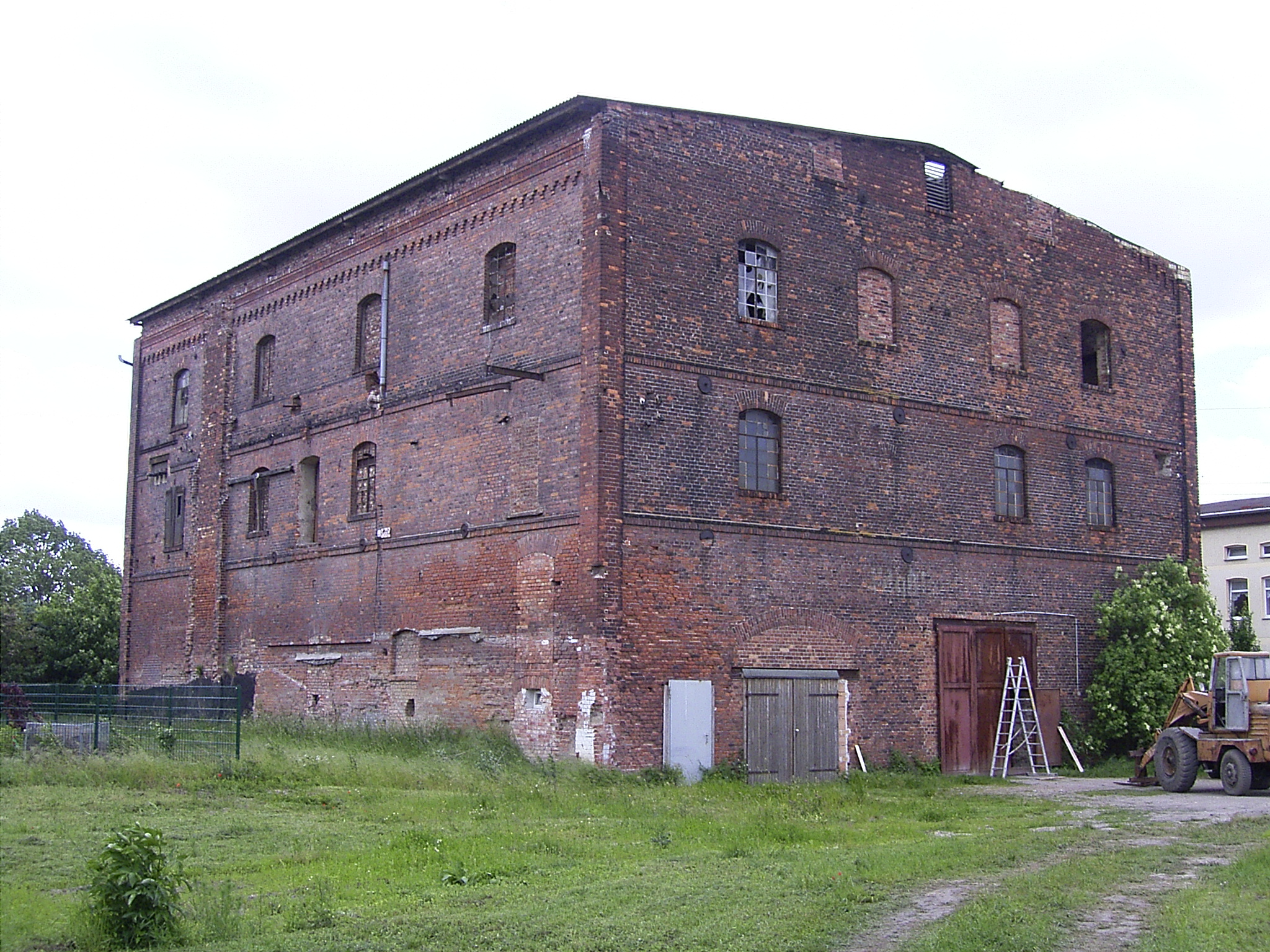